# Erica nevillei
Erica nevillei är en ljungväxtart som beskrevs av Harriet Margaret Louisa Bolus. Erica nevillei ingår i släktet klockljungssläktet, och familjen ljungväxter. Inga underarter finns listade i Catalogue of Life.

## Bildgalleri

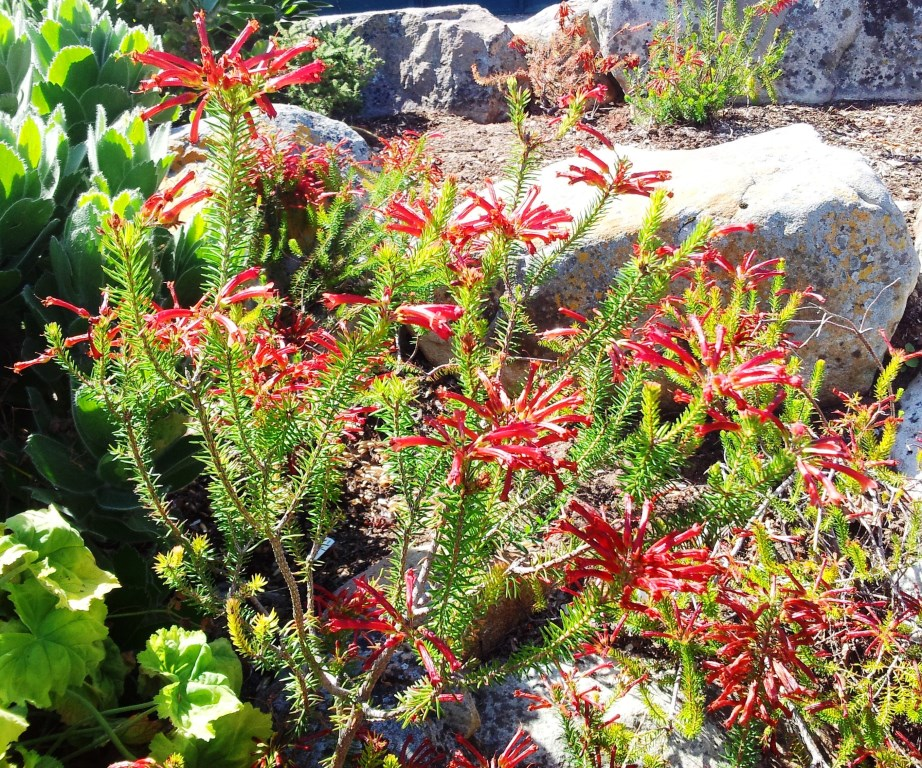